# Bootjes Bier
Bootjes Bier is de naam van een Belgisch bier van hoge gisting. Het bier wordt door de Antwerpse Brouw Compagnie gebrouwen. 
De Red Star Line, een Belgische rederij die een geregelde dienst onderhield tussen Antwerpen en New York, is een inspirerende bron geweest tijdens de ontwikkeling van het bier. 
Het bier legt een brug tussen de Belgische speciaalbieren - gekend voor evenwicht en balans - en de meer expressieve Amerikaanse craftbieren. De receptuur brengt zowel procesmatige aspecten van de brouwculturen samen als ingredienten: mix van Belgische en Amerikaanse hopsoorten, typisch Belgische en Amerikaanse kruiden, en wordt gebrouwen met de historische gist van Seefbier. Het bier werd gelanceerd in 2015 en won reeds verschillende prijzen, waaronder in de titel van World's Best Belgian Pale Ale op de World Beer Awards in 2016.

## Prijzen
- World Beer Awards 2016: World's Best in de categorie Belgium - Belgian Style Pale Ale
- Frankfurt International Trophy 2019 'Grand gold'[3]